# Volksbank Erkelenz
Die Volksbank Erkelenz eG war eine Genossenschaftsbank mit Sitz in Erkelenz im Kreis Heinsberg.

## Geschichte
Vor dem Zweiten Weltkrieg existierten in Erkelenz die öffentlich-rechtliche Kreis- und Stadtsparkasse Erkelenz sowie die Landkredit Erkelenz eGmbH. Im ehemaligen Kreis Erkelenz gab es weitere 17 genossenschaftliche Kreditinstitute. Diese unterhielten jedoch keine Filialen in Erkelenz. Deshalb gründeten am 27. Mai 1957 27 Unternehmer, Selbständige und leitende Angestellte die Volksbank Kreis Erkelenz eGmbH zu Erkelenz.
Der erste Vorstand bestand aus Leopold Gillrath, Toni Roidl sowie Johannes Wimmers als ehrenamtliche Vorstandsmitglieder. Der Erkelenzer Klaus Rätz gehörte als hauptamtliches Mitglied dem Vorstand an. Dem Aufsichtsrat stand Karl Baldus vor, dessen Stellvertreter war der Arzt Kahrmann. Den Aufbau der Genossenschaft unterstützten die Zentralkasse Westdeutscher Volksbanken eGmbH, sowie der Rheinische Genossenschaftsverband Schulze-Delitzsch e.V., Köln. Das erste Geschäftslokal wurde Am Markt 11 eingerichtet.
Am 5. November erhielt die Genossenschaft die Betriebsgenehmigung und am 21. November ins Genossenschaftsregister eingetragen. Am 14. November 1959 eröffnete die Genossenschaft in Hückelhoven ihre erste Geschäftsstelle. 1962 folgte die Eröffnung einer weiteren Geschäftsstelle in Linnich. Damit hatte die Genossenschaft als einzige gewerbliche Kreditgenossenschaft das Gebiet Jülich-Linnich erschlossen. Mit der Eröffnung der Geschäftsstelle in Linnich änderte man den Namen in Volksbank Erkelenz eGmbH zu Erkelenz. 1966 richtete die Volksbank Erkelenz eGmbH eine Zahlstelle in Borschemich ein. Im Geschäftsjahr 1967 überstieg die Summe der Einlagen erstmals 10 Mio. DM.
1972 übernahm die Volksbank Erkelenz eGmbH die Spar- und Kreditbank Ratheim eG, der Name wurde in Volksbank/Spar- und Kreditbank Erkelenz eG geändert. 3.123 Mitglieder verfügten über 5.212 Anteile. Der Name wurde erneut in Volksbank Erkelenz-Hückelhoven eG geändert.
Im Jahr 1978 fusionierte die Spar- und Darlehnskasse Müntz eG in Titz mit der Volksbank Erkelenz eG. Neben einem Bankgebäude besaß die Müntzer Kreditgenossenschaft ein Lagergebäude. Kurz darauf verschmolz die Landkredit Erkelenz eG mit der Volksbank Erkelenz eG. 1987 übernahm die Volksbank eG Erkelenz-Hückelhoven die Spar- und Darlehnskasse Keyenberg eG. 2004 folgte die Fusion mit der Volksbank Wegberg eG.
Die Volksbank Erkelenz-Hückelhoven-Wegberg eG unterhielt 2006 neben der Hauptgeschäftsstelle in Erkelenz eine Geschäftsstelle in Elmpt, fünf Geschäftsstellen in Wegberg, zwei in Erkelenz, vier in Hückelhoven sowie jeweils eine in Linnich und in Wassenberg. Im Jahr 2011 geschah die Umbenennung in Volksbank Erkelenz eG.
Spar- und Darlehnskasse Ratheim
Im Frühjahr 1898 wurde die Spar- und Darlehnskasse Ratheim eG gegründet. 1968 übernahm sie die am 25. März 1898 gegründete Spar- und Kreditbank Hilfarth.
Spar- und Darlehnskasse Müntz in Titz
Die Genossenschaft wurde am 10. Mai 1907 gegründet. Pfarrer Metternich bekleidete als erster das Amt des Aufsichtsratsvorsitzenden. Der erste Vorstand bestand aus Wilhelm Schaaf, Sebastian Küpper, Christian Holter, Peter Breuer und Ludwig Fey. Das Amt des Rendanten übernahm Jacob Moll.
Landkredit Erkelenz
Die Landkredit Erkelenz eG war eine der jüngsten Genossenschaftsbanken im ehemaligen Landkreis Erkelenz. Diese ging aus der 1895 gegründeten Molkerei hervor. Am 29. April 1934 wurde die Landwirtschaftliche Waren- und Kreditgenossenschaft Erkelenz eGmbH, später Landkredit Erkelenz eG, gegründet. Diese wurde in Personalunion mit der Molkerei geführt. Bis 1966 war Karl Fell der Geschäftsführer der Genossenschaft. Die Spar- und Darlehnskasse Kückhoven fusionierte 1967 mit der Waren- und Kreditgenossenschaft. Ein Jahr später übernahm die Landkredit Erkelenz eG die Spar- und Darlehnskasse Doveren.
Spar- und Darlehnskasse Kückhoven
Die Spar- und Darlehnskasse Kückhoven wurde Ende 1913 gegründet. 1944 wurde die Genossenschaft nach Hehn bei Mönchengladbach ausgelagert. Der Doverener Spar- und Darlehnskassen-Verein eGmuH wurde am 1. März 1896 gegründet. Das Gründungsmitglied Pfarrer Hauck war von 1898 bis 1911 Vorsitzender des Vorstandes.
Spar- und Darlehnskasse Keyenberg
Am 2. März 1896 konstituierte sich der Keyenberger Spar- und Darlehnskassenverein eGmuH mit Sitz in Keyenberg. Der erste Vorstand bestand aus Joseph Dewies, Heinrich Jansen sen., Theodor Rümes, Leonhard Amend und Wilhelm Corsten. 1953 wurde die Genossenschaft in Spar- und Darlehnskasse Keyenberg-Unterwestrich und Umgebung eGmuH umfirmiert.
Volksbank Wegberg
Die Volksbank Wegberg eG wurde am 24. Februar 1870 als Spar- und Darlehns-Kasse eG in Wegberg gegründet und nahm am 11. April 1870 ihren Geschäftsbetrieb auf. Die Genossenschaft nahm Spareinlagen von jedermann an. Das Geschäftsgebiet umfasste die Bürgermeisterei Wegberg. Der Vorstand setzte sich aus L. Wilms, Schiffer und Jos. Philipp zusammen. Der „Verwaltungsrath“ bestand aus W. J. Birckman, Laur. Kauven, Jos. Floitgraf, Pet. Joh. Gerichhausen, Arn. Körfer und Hub. Veil.
Zwischen 1964 und 1985 fusionierte die Volksbank Wegberg eG mehrfach: 1964 übernahm sie die Elmpter Spar- und Darlehnskasse eGmbH (gegr. 17. März 1891 als Elmpter Spar- und Darlehnskassen-Verein eGmuH zu Elmpt), 1966 die Spar- und Darlehnskasse eGmbH Wassenberg, 1969 die Merbecker Spar- und Darlehnskasse eGmbH (gegr. 18. Juni 1922 als Merbecker Spar- und Darlehnskasse eGmuH). 1973 folgte die Fusion mit der Spar- und Darlehnskasse Dalheim-Rödgen eGmbH, die am 20. Juni 1911 als Dalheim-Rödgener Spar- und Darlehnskassenverein eGmuH gegründet worden war. 1979 übernahm die Volksbank Wegberg eG die Beecker Spar- und Darlehnskasse eG und 1985 die Raiffeisenbank eG Erkelenz-Gerderath eG.
Fusion mit der Volksbank Mönchengladbach eG
Am 29. Juni 2017 stimmte die Vertreterversammlung der Volksbank Mönchengladbach eG der Fusion mit der Volksbank Erkelenz eG zu. Seit dem 12. Oktober 2017 sind beide Banken ein Unternehmen.

## Bürgerstiftung der Volksbank Erkelenz
Am 1. Dezember 2014 gründete die Volksbank Erkelenz mit Hilfe der Deutschen Stiftungsagentur in Neuss eine Bürgerstiftung.